# Arcahi dram
Az arcahi dram (örményül: Դրամ) a más ország által el nem ismert, de gyakorlatilag önálló Arcah által kiadott vásárlóérték nélküli szuvenír-, illetve propagandapénz volt, amely megjelenése után azonnal heves vitát váltott ki Azerbajdzsán és Arcah, illetve Örményország között.
2004 nyarán Hegyi-Karabah két- és tízdramos pénzeket adott ki nem túl nagy mennyiségben, melyeket Ausztriában nyomtattak egy New York államban bejegyzett numizmatikai cég megrendelésére. Azerbajdzsán ezt megütközéssel figyelte, és azonnal azzal vádolta Hegyi-Karabahot, hogy egy független állam benyomását akarja kelteni a pénzek kiadásával, és mindenképpen le akarta állíttatni azt. Örmény oldalról sem tagadták, hogy a hegyi-karabahi kormány keze van a dologban, de felhívták a figyelmet arra is, hogy a pénzeknek nincs vásárlóereje, csupán az ország népszerűsítése, a beruházások és a turizmus fellendítése a cél.
A kétdramos bankjegy színe vörös, előoldalán a gandzasari kolostor, hátoldalán egy kereszt és Jézus megkeresztelése látható. A zöld tízesen a Dadivank-kolostor képe látható, hátoldalán egy híddal és egy karabahi szőttessel.

## A bankjegyek
| 2004-es sorozat | 2004-es sorozat | 2004-es sorozat | 2004-es sorozat | 2004-es sorozat     | 2004-es sorozat                | 2004-es sorozat | 2004-es sorozat | 2004-es sorozat |
| Címlet          | Szín            | Képek           | Képek           | Leírás              | Leírás                         | Év              | Év              |                 |
| Címlet          | Szín            | Előoldal        | Hátoldal        | Előoldal            | Hátoldal                       | Nyomtatás       | Kiadás          |                 |
| --------------- | --------------- | --------------- | --------------- | ------------------- | ------------------------------ | --------------- | --------------- | --------------- |
| 2 dram          | Vörös           |                 |                 | gandzasari kolostor | kereszt, Jézus megkeresztelése | 2004            | 2004            |                 |
| 10 dram         | Zöld            |                 |                 | Dadivank-kolostor   | karabahi szőttes, híd          | 2004            | 2004            |                 |